# Меана-ди-Суза
Меана-ди-Суза (итал. Meana di Susa) — коммуна в Италии, располагается в регионе Пьемонт, в провинции Турин.
Население составляет 914 человека (2008 г.), плотность населения составляет 54 чел./км². Занимает площадь 17 км². Почтовый индекс — 10050. Телефонный код — 0122.
Покровителем коммуны почитается святой Констант, воин Фивейский, празднование в третье воскресенье сентября.

## Демография
Динамика населения:

## Администрация коммуны
- Официальный сайт: http://www.comune.meanadisusa.to.it/